# Ringys (přítok Tenenysu)
Ringys je říčka v západní Litvě, v Žemaitsku, v okrese Šilutė, pravý přítok Tenenysu.
Pramení ve vsi Būdviečai, 8 km na od obce Teneniai (okres Šilutė). Teče zpočátku na západ, za vsi Būdviečai se stáčí ostře na jih, potom směrem na západ a poté opět na jih. Vlévá se do řeky Tenenys 45,6 km od jejího ústí do řeky Minija, u vsi Juškaičiai, 12 km na jihovýchod od Švėkšny (okres Šilutė). Říčka protéká málo obydlenou lesnatou oblastí.

## Přítoky
Říčka nemá významnější přítoky.